# 十和田観光電鉄三本木営業所

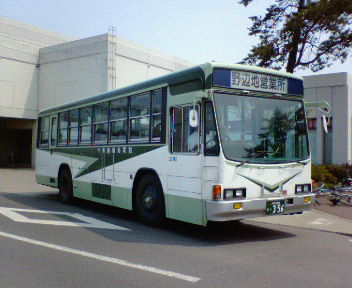
旧：十和田市駅付近にて

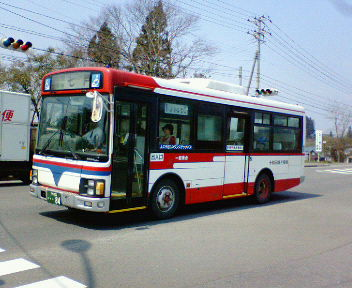
七戸町内にて

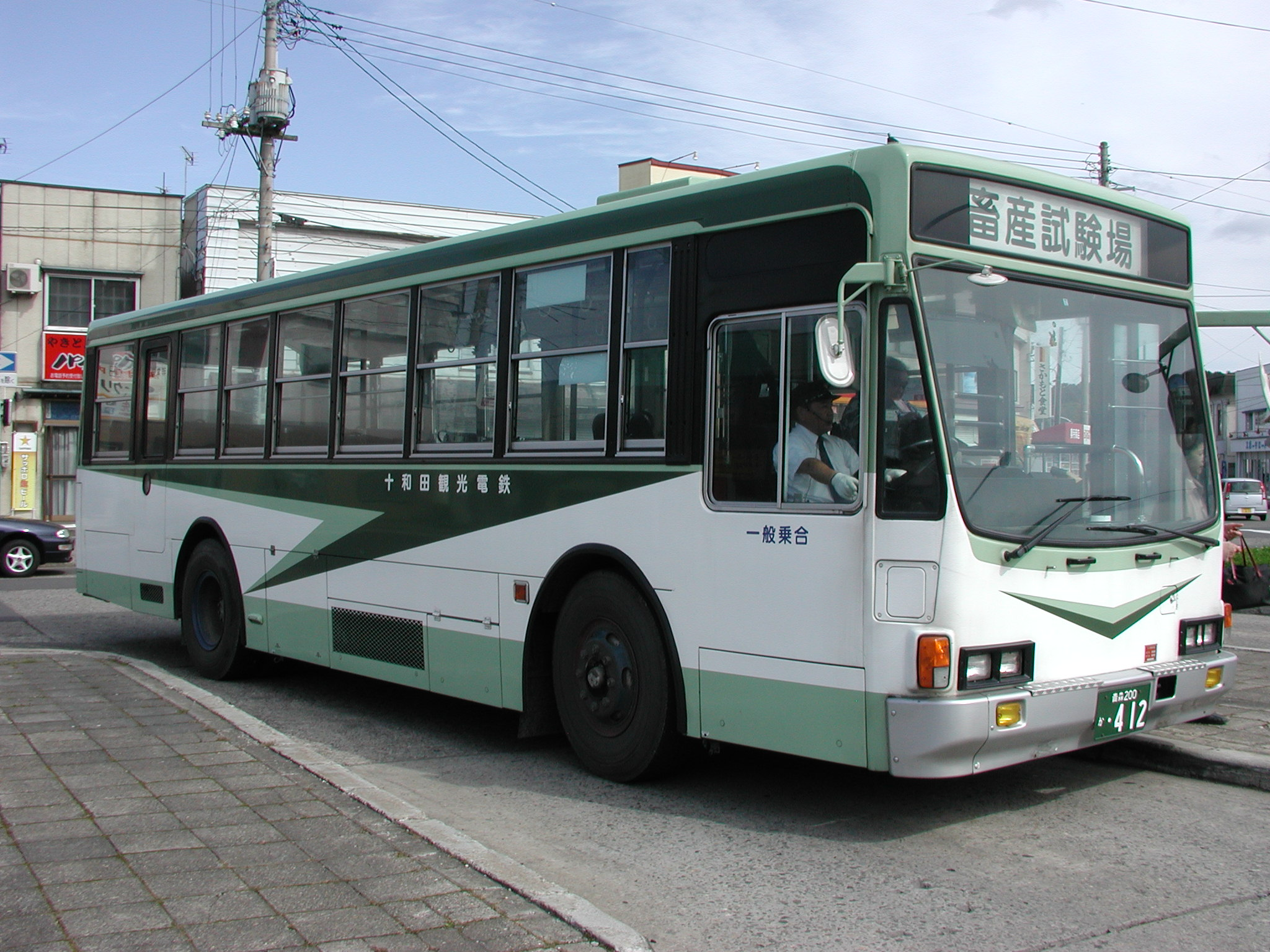
野辺地駅にて（青森ナンバー時代に撮影。）
同車は現在、八戸ナンバーを経て、再度青森ナンバーに変更。

十和田観光電鉄三本木営業所（とわだかんこうでんてつさんぼんぎえいぎょうしょ）は、青森県十和田市にある十和田観光電鉄の営業所。同社バス営業所では最も規模が大きい。

## 管理下にある案内所
- 七戸案内所（七戸車庫・旧：七戸営業所）
  - 青森県上北郡七戸町影津内29-2

2007年10月1日付けで車庫機能を三本木営業所へ集約。ただし車両待機・休憩は引き続き継続。
出札業務は車庫機能廃止後も引き続き行われていたが、2023年9月で終了。末期は出札業務は月1回程度しか行っておらず、同社で2022年4月より導入しているTowada SkyBlue Passの取り扱いはなかった。
- 野辺地案内所（野辺地車庫・旧：野辺地営業所）
  - 青森県上北郡野辺地町下御手洗瀬1-1

2007年10月1日付けで車庫機能を三本木営業所へ集約し閉鎖（バス停留所部分については継続使用）。
同所所属車両については、野辺地町が青森運輸支局管轄地域のため青森ナンバーにて登録されていたが、三本木営業所転属に伴い、2008年2月までに八戸ナンバーにて再登録された。
  - その後車両配置を再開し、三本木営業所から転属した車両については青森ナンバーに再登録されたが、八戸ナンバー時代の番号を希望ナンバーで取得している。例：八戸200か450→青森230あ450

車両配置再開後は、野辺地尾駮線・野辺地市内線（野辺地小学校スクール便含む）・野辺地線（一部便）を担当している。

## 高速バス所管路線

### シリウス号
（国際興業と共同運行）
- 七戸・十和田市・八戸 - 池袋・東京駅
  - 詳細はシリウス号を参照。

### 十和田・三沢・八戸 - 盛岡線
- 十和田市中央 - 元町東 - 北里大学通 - 三沢駅 - 八戸駅西口 - （八戸自動車道 - 東北自動車道） - 前潟 - 盛岡駅西口 - 杜の道南
  - 2020年10月31日運行開始[1]
  - 土日祝日に1往復のみ運行。
  - 事前予約は行っておらず、乗車時に満席の場合は利用できない。
  - クローズドドア制度を導入しており、青森県内（十和田市中央 - 八戸駅西口）および岩手県内（前潟 - 杜の道南）で完結する区間の利用はできない。
  - 前潟バス停はイオンモール盛岡、杜の道南バス停はイオンモール盛岡南の付近にある。
  - 途中、折爪サービスエリアで10分程度休憩が設けられる。
  - 2022年2月11日より当面の間運休している。

## 路線バス所管路線
（2022年12月26日現在）

### 十和田 - 七戸 - 青森線(みちのく経由青森線)
- 青森総合営業所と共管。当該記事を参照のこと。

### 十和田市 - 七戸 - 野辺地 - まかど温泉線（野辺地線）
- 三本木営業所 - 三高前 - 十和田市中央 - 十和田市まちなか交通広場 - 元町東 - 七戸案内所 - 七戸十和田駅 - 七戸町役場前 - 野辺地駅 - 野辺地中央 - 裁判所前 - 野辺地案内所 - まかど温泉
- 三本木営業所 - 三高前 - 十和田市中央 - 十和田市現代美術館前 - 中央病院前 - 七戸案内所 - 七戸十和田駅 - 七戸町役場前 - 野辺地駅 - 野辺地中央 - 裁判所前 - 野辺地案内所 - まかど温泉
  - 2011年5月16日 - 経路中の「役場前（旧：天間林村役場前）」を『七戸町役場前』に改称[2]。
  - 2016年3月26日 - 十和田市駅バス停を廃止[3]。
  - 2022年3月5日 - Suica・PASMO等の交通系ICカードが利用可能になる[4]。
  - 2022年4月1日 - 十和田市中心街の「十和田市まちなか交通広場」供用開始に伴い、十和田市→七戸方面は一部便を除いて「十和田市まちなか交通広場」停留所乗り入れ開始。これに伴い、「十和田市まちなか交通広場」に乗り入れる便は近隣の「官庁街通」停留所での乗降扱いを廃止（七戸→十和田市方面は「十和田市まちなか交通広場」には乗り入れず、引き続き「官庁街通」停留場で乗降を行う。）[5]。

### 十和田市 - 八戸線（十和田八戸線・八戸線）
- 八戸営業所と共管。当該記事を参照のこと。

### 十和田市 - 洞内 - 立崎 - 上北町線（立崎線）
- 三本木営業所 - 三高前 - 十和田市中央 - 十和田まちなか交通広場 - 元町東 - 洞内 - 立崎 - 東北町役場通 - 上北町駅前 - 湖畔桟橋前
- 湖畔桟橋前 - 上北町駅 - 東北町役場通 - 立崎 - 洞内 - 元町東 - 官庁街通 - 中央病院 - 十和田市中央 - 三高前 - 三本木営業所
  - 2011年5月16日 - 経路中の「役場通り」を『東北町役場通』に改称[2]。
  - 2016年3月26日 - 十和田市駅バス停を廃止。

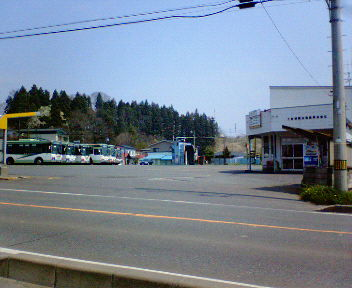
七戸町内での発着地である、十鉄七戸案内所（向かいの歩道側から撮影）

### 七戸 - 芋久保 - 十和田線（野辺地線）
- 七戸十和田駅 - 七戸案内所 - 東池ノ平 - 芋久保 - 洞内 - 元町東 - 十和田市現代美術館前 - 市役所前 - 十和田市中央
- 東池ノ平 → 芋久保 → 洞内 → 元町東 → 十和田市中央 → 東四番町 → 三本木営業所 → 六戸中央 → 六戸高校前
  - 2016年3月26日 - 十和田市駅バス停を廃止。

### 七戸 - 上北町 - 三沢線（上北線）
三沢営業所と共管。（ただし三沢営業所担当便については七戸 - 三沢間のみの所管）
- 七戸案内所 - 七戸中央 - 上北町駅 - 道の駅おがわら湖 - 小川原駅 - 三沢中央 - 三沢駅 - 三沢案内所（小松ヶ丘ニュータウン）[6]
- 七戸十和田駅 - 七戸案内所 - 七戸中央 - 上北町駅 - 湖畔桟橋前[7]

### 七戸 - 乙供 - 東北町 - 水喰線（榎林六ヶ所線・舟ヶ沢線・乙供甲地線）
- 七戸案内所 - 七戸中央 - 美土里荘 - 野崎 - 榎林 - 東榎林 - 乙供駅

・乙供駅 ↔︎ 水喰 ↔︎ 中村 ↔︎ 中志間廃止となり、乙供駅止まりとなる(廃止時期は不明)
- 七戸案内所 - 七戸中央 - 七戸十和田駅 - 七戸東栄前 - 七戸町役場前 - 運動公園前 - 天間 - 舟場向川久保 - 乙供駅

・乙供駅 ↔︎ 甲地 ↔︎ 鶴ヶ崎・中村間廃止となり、乙供駅止まりとなる(廃止時期は不明)
- 乙供駅 → 七戸案内所 → 七戸中央 → 洞内 → 十和田市中央 → 三高前
- 東榎林 → 七戸案内所 → 七戸中央 → 洞内 → 十和田市中央 → 三高前（野辺地線の一部）
  - 2011年5月16日 - 経路中の「役場前（旧：天間林村役場前）」を『七戸町役場前』に、「八甲田校舎」を『舟場向川久保』に、それぞれ改称[2]。

### 七戸官庁街回り市内線
- （十和田市直通<十和田市三高前始発：平日朝1本> - ）七戸案内所 - 町立体育館前 - もみのき学園 - 七戸小学校 - 蛇坂 - 七戸案内所（ - 十和田市直通<十和田市三高前行：平日午後1本>）

### 野辺地 - 平沼 - 尾駮線（野辺地尾駮線）
- 野辺地案内所 - 二本木 - 野辺地駅前 - 野辺地中央 - 下袋中央 - 木明 - 平沼 - 尾駮 - 六ヶ所役場前 - 六ヶ所村医療センター

### 野辺地市内線
- まかど温泉 - 馬門温泉入口 - 野辺地案内所 - 二本木 - 野辺地中央 - 野辺地駅 - 野辺地中央 - 畜産試験場前[8]
- 畜産試験場前 - 病院南口通 - 野辺地小学校

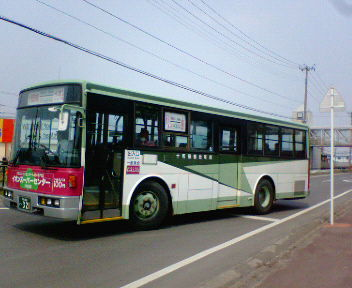
イオンスーパーセンター十和田店シャトルバス（十和田市駅付近にて）

### イオンスーパーセンター十和田店シャトルバス
- 元町東 → 十和田市まちなか交通広場 → 十和田市中央 → 三高前 → 日の出町 → 三本木営業所 → 青果市場前 - イオンスーパーセンター十和田店（途中停留所での降車不可）
- イオンスーパーセンター十和田店 → 青果市場前 → 三本木営業所 → 日の出町 → 三高前 → 十和田市中央 → 官庁街通 → 元町東（途中停留所からの乗車不可）
  - 運賃は中学生以上150円・小学生以下及び身体障害者は80円。回数券・定期券は利用出来ない。
    - 2024年9月30日までは中学生以上100円・小学生以下及び身体障害者手帳は50円だった。

  - 2005年9月27日 - イオンスーパーセンター十和田店プレオープンと同時に運行開始。十和田市駅を起終点として毎日運行。
  - 2009年頃 - 平日の昼間の便を中央病院経由に変更。
  - 2013年10月1日 - この日のダイヤ改正で土日祝日のみの運行に変更。これに伴い平日一部便で実施されていた中央病院経由便が廃止。
  - 2016年3月26日 - 十和田市駅バス停廃止に伴い、元町東起終点に変更。

※土・日・祝祭日のみ運転。

### 十和田市 - 三沢線（鉄道代替バス）
- （吾郷 - )・(三高正門前 - ）十和田市中央 - 元町東 - ひがしの団地 - 三農校前 - 七百 - 柳沢 - ( - 六戸高校前)( - 三沢商業高校入口 - ) 三沢駅 - 市役所・公会堂前（ - 三沢高校前）
  - 2012年4月1日 -　鉄道（十和田観光電鉄線）の廃止に伴い運行を開始。
  - 2016年3月26日 - 十和田市駅バス停を廃止。
  - 2017年2月1日 - バスロケ―ションサービス「バス予報」の実証実験を開始（2017年4月30日まで）[9]。

## 運行受託路線

### 十和田市街地循環バス

#### 北線
- まちなか交通広場 - 市役所 - こまかいどーむ - 上平団地 - 元町西二丁目 - ヤマヨ十和田店 - 三木野公園前 - みちのく温泉 - ユニバース十和田東店 - まちなか交通広場

#### 南線
- まちなか交通広場 - 東四番町 - コメリパワー十和田店 - しらかば団地前 - パワーズU十和田店 - 三高正門前 - 南コミュニティセンター前 - 南小学校前 - ユニバース十和田西店 - まちなか交通広場

## 休止あるいは廃止された路線

### 一般路線バス

#### 急行十和田市〜七戸〜野辺地〜青森線
- 三本木営業所 - 三高前 - 十和田市中央 - 十和田市駅 - 井戸頭 - 洞内 - 七高前 - 七戸第二中央 - 七戸案内所 - 七戸町役場前 - 坪 - 千曳 - 野辺地中央 - 野辺地案内所 - 馬門 - 清水川 - 平内農協前 - 浅虫 - 県病通 - 堤橋 - 新町二丁目（ - 観光物産館前） - 青森駅前

#### 大下内線
- 大下内行：三本木営業所→三高前→十和田市中央→十和田市現代美術館前→中央病院→十和田市駅→高清水→大下内
- 十和田市中心街行:大下内→高清水→十和田市駅→十和田市中央→十和田市現代美術館前→中央病院
  - 2009年9月30日 - この日の運行をもって路線休止[11]。

#### 八斗沢六日町線
- 八斗沢 - 工業高校前 - 十和田市駅 - 中央病院 - 十和田市現代美術館前 - 十和田市中央 - 三高前 - 小林 - イオンスーパーセンター十和田店 - 喜多美町
  - 2009年9月30日 - この日の運行をもって、斜字区間の八斗沢 - 十和田市駅間が路線休止[12]。翌10月1日以降、八斗沢発着便の運行ダイヤは東病院発着に振り替え[13]）。

#### 寺地線
- 東病院前 - 十和田市駅 - 十和田市中央 - 十和田市現代美術館前 - 中央病院 - 寺地 - 夏間木
- 十和田市駅 - 十和田市中央 - 一丁目 - 切田通り - 寺地 - 泥ノ木
  - 2009年9月30日 - この日の運行をもって路線休止[14]。

#### 深持南平線
- 東病院前 - 十和田市駅 - 十和田市中央 - 十和田市現代美術館前 - 中央病院 - 南平 - 長根尻 - 深持 - 芦沢
  - 2009年9月30日 - この日の運行をもって路線休止[15]。

#### 十和田 - 晴山 - 五十貫田線
- 十和田市駅 - 十和田市中央 - 北園小学校前 - 上平団地 - 晴山 - 森田野 - 豊良 - 五十貫田

#### 十和田 - 瀬戸山線
- 十和田市駅 - 瀬戸山 - 三本木営業所

#### 十和田 - 北里団地線
- 十和田市駅 - 初田 - 北里団地 - 三本木営業所

#### 十和田 - 若葉団地線
- 十和田市駅 - 若葉団地 - 西金崎団地

#### 十和田 - 上平団地線
- 十和田市駅 - 十丁目 - 北園小学校通 - 上平団地

#### 十和田 - 焼山線（十和田線）
- 元町東 - 十和田市中央 - 十和田市現代美術館前 - 中央病院前 - 十和田西高前 - 沢田 - 奥入瀬ろまんパーク - 十和田湖支所前 - 法量 - 十和田湖温泉郷 - 焼山 - 渓流館前
  - 2016年3月26日 - 十和田市駅バス停を廃止し、元町東起終点に変更。

※一部の便は一中を経由する。

#### 十和田 - 赤沼 - 西高校線 (赤沼経由西高校線）
- 元町東 - 十和田市中央 - 三高通り - 赤沼 - 三日市 - 十和田西高前 (-第一中学校前）
  - 2016年3月26日 - 十和田市駅バス停を廃止し、元町東起終点に変更。

※第一中学校前からは、下校時間の夕方のみ運転。

#### 法量 - 沢田 - 十和田線
- 西高通 → 三日市 → 三高通り → 十和田市中央 → 元町東
  - 2016年3月26日 - 十和田市駅バス停を廃止。
  - 2018年3月12日 - 法量～二ツ家間を区間運休、西高通始発に変更[16]。

※平日朝の十和田市方向のみ。元町東到着後、そのまま鉄道代替バスとなって、三沢駅・三沢高校前へ向かう。

#### 喜多美町線 (東病院六日町線）
- 東病院前 - 元町東 - 中央病院 - 十和田市現代美術館前 - 十和田市中央 - 三高前 - 小林 - イオンスーパーセンター十和田店 - 喜多美町　
  - 2016年3月26日 - 十和田市駅バス停を廃止[17]。

#### 赤伏・指久保線
（赤伏線の一部区間は南部バス廃止代替区間）・十和田市役所単独補助路線
- 元町東行：指久保/赤伏→米田→小林→三高前→十和田市中央→十和田市現代美術館前→中央病院→元町東
- 赤伏行：元町東（→中央病院→十和田市現代美術館前）→十和田市中央→三高前→小林→四和中→米田→赤伏
- 指久保行：四和中→米田→指久保
  - 2016年3月26日 - 十和田市駅バス停を廃止し、元町東起終点に変更。

#### 十和田 - 東北町 - 中村線（水喰十和田市線）
- 三高前 - 十和田市中央 - 元町東 - 工業高校 - 三農校前 - 虫神 - 上北町駅南口 - 甲地 - 水喰小学校 - 中村　
  - 2016年3月26日 - 十和田市駅バス停を廃止。

#### 七戸十和田駅シャトル線
どちらも2010年12月4日から2011年3月31日までの期間運行であった。
- 十和田市→七戸十和田駅シャトル便：十和田富士屋ホテル - 十和田市駅 - 七戸十和田駅
  - 十和田富士屋ホテル - 十和田市駅間のみの利用はできなかった。
- 野辺地→七戸十和田駅シャトル便：まかど温泉 - 野辺地駅 - 七戸十和田駅
  - まかど温泉 - 野辺地駅間のみの利用はできなかった。

#### 特急七戸十和田駅 - 野辺地 - むつ線
- 七戸十和田駅 - 野辺地中央 - 横浜 - 下北駅 - むつ市役所 - むつバスターミナル
  - クローズドドア制を採用しており、野辺地中央 - むつバスターミナル間のみの利用はできなかった（むつ行では野辺地中央より降車専用、七戸十和田駅行では野辺地中央まで乗車専用）。

概要
- 下北交通と共同運行していた（各社1日1往復ずつ、計1日2往復）。
- 現金のみの精算で、十和田観光電鉄・下北交通の定期券・回数券（八戸市営バス・南部バスの回数券を含む）等は使用できなかった。また、運賃は並行する両社の一般路線バス運賃とは異なっていた。

路線沿革
- 2010年12月4日 - 東北新幹線全線開業により運行開始（2011年3月31日までの期間運行）。
- 2011年4月29日 - 同年3月11日に発生した東北地方太平洋沖地震の影響により運休していたが、この日の東北新幹線全線運行再開に合わせ、本路線も運行を再開（2011年11月30日までの期間運行）。
- 2011年11月30日 - この日の運行をもって運行終了

七戸案内所管内

#### 七戸 - 鳥谷部 - 八甲田高校 - 榎林 - 二ッ森線
- 七戸案内所 - 七戸中央 - 鳥谷部 - 役場前 - 運動公園前 - 八甲田高校 - 榎林 - 貝塚 - 二ッ森 - 上北町駅

#### 七戸 - 野崎 - 狐久保 - 八甲田高校線
- 七戸案内所 - 七戸中央 - 変電所前 - 野崎 - 狐久保 - 南十字路 - 役場前 - 北天間 - 南天間 - 一本木 - 八甲田高校

#### 七戸 - 白石 - 上原子線
- 七戸案内所 - 七戸中央 - 中野 - 十字路 - （八甲田高校 - ）北天間 - 運動公園前 - 役場前 - 道の上 - 坪橋 - 金沢 - 原子 - 白石 - 上原子 - 志茂川原（朝・夕・土曜日昼時間帯のみ八甲田高校経由）

#### 七戸 - 底田 - 天間 - 七戸線
- 七戸案内所 - 七戸中央 - 底田 - 哘 - 市ノ渡 - 夏間木 - 道の上 - 役場前 - 運動公園前 - 北天間 - （八甲田高校 - ）十字路 - 中野 - 七戸中央 - 七戸案内所（朝・夕・土曜日昼時間帯のみ八甲田高校経由）

#### 七戸 - 山屋線
- 七戸案内所 - 七戸中央 - 山屋 - 町営スキー場 - 家族旅行村

#### 七戸 - 芦沢線
- 七戸案内所 - 七戸中央 - 芦沢

#### 十和田湖観光線
2012年4月1日以降、当面の間運休。
- 十和田市駅 - 元町東 - 八丁目 - 十和田市中央 - 十和田市現代美術館前 - 中央病院 - 奥入瀬ろまんパーク - 十和田湖支所前 - 中央公民館前 - 法量 - 百目木 - 片貝沢 - 桂月橋 - 十和田湖温泉郷 - 焼山 - 奥入瀬渓流館 - 紫明渓 - 黄瀬 - 惣部 - 石ヶ戸 - 馬門岩 - 雲井の滝 - 雲井の流れ - 銚子大滝 - 子ノ口 - 宇樽部 - 国民宿舎前 - 神田川 - 休屋十和田湖バスターミナル

路線沿革
- 1918年 - 個人経営の古間木 - 三本木 - 子ノ口間の乗合自動車運行開始（のち世界公園館自動車部に買収される）。
- 1926年9月7日 - 十和田鉄道三本木駅 - 子ノ口間運行開始。
- 1941年9月 - 世界公園館自動車部を買収。
- 1999年 - 冬期間の2往復のうち、十和田湖 - 十和田市間1往復の廃止を地元に打診。青森県と十和田湖町では湖畔から十和田市への通院客利用があることから、運行経費を負担して廃止を回避。
- 2001年 - 特急八戸 - 十和田湖線、急行三沢 - 十和田湖線を廃止。
- 2005年4月1日 - 各停留所停車化（急行から一般便へ格下げ）。
- 2006年12月1日 - 宇樽部 - 休屋間を結ぶ国道103号の宇樽部バイパスが開通による旧道区間が冬季閉鎖に格下げられたことに伴い、冬季閉鎖区間内に当たる「瞰湖台」停留所が冬季通過となり、同区間内を宇樽部バイパス経由とする（12月1日 - 翌年3月31日まで）。
- 2008年3月1日 - 旧：十和田観光電鉄を「とうてつ」に事業譲渡し、新：十和田観光電鉄に商号変更させた上で新会社による運営に伴い、当路線の運行を新会社に継承。
- 2008年4月1日 - 十和田湖（休屋）行のみの経路である「十和田市中央→市営球場前→裁判所前<東北電力前側ポール>→十和田湖方面へ」を「十和田市中央→十和田市現代美術館前<「裁判所前」バス停より改称>→十和田湖方面へ」に変更（十和田市駅行では従来通り）。
- 2009年4月1日 - 通年、宇樽部バイパス経由となる（「瞰湖台」バス停廃止）。
- 2009年11月4日 - 同日より冬期間運休となる（翌年3月30日まで）。
- 2011年5月16日 - 路線バス事業の赤字を補填してきた観光・レジャー部門の利益が東日本大震災の影響によって悪化したことに伴い、この日のダイヤ改正より平日のみの運行（土曜・日曜・休日は運休）となる。あわせて経路中の「雲井林業」バス停を「雲井の流れ」に改称。
- 2012年4月1日 - 同日より当面の間運休となる。

#### その他廃止された路線
- 急行青森〜浅虫〜野辺地〜七戸〜十和田市〜六戸〜百石〜八戸（八日町）線
- 十和田市内線（和島・米田・種原・漆畑・西まわり和島）
- 沢田まわり農協
- 沢田まわり法量
- 立石本村線
- 増沢線
- 中諏線
- 駅〜公園街〜駅
- 駅〜官庁街〜駅

など

### 高速バス

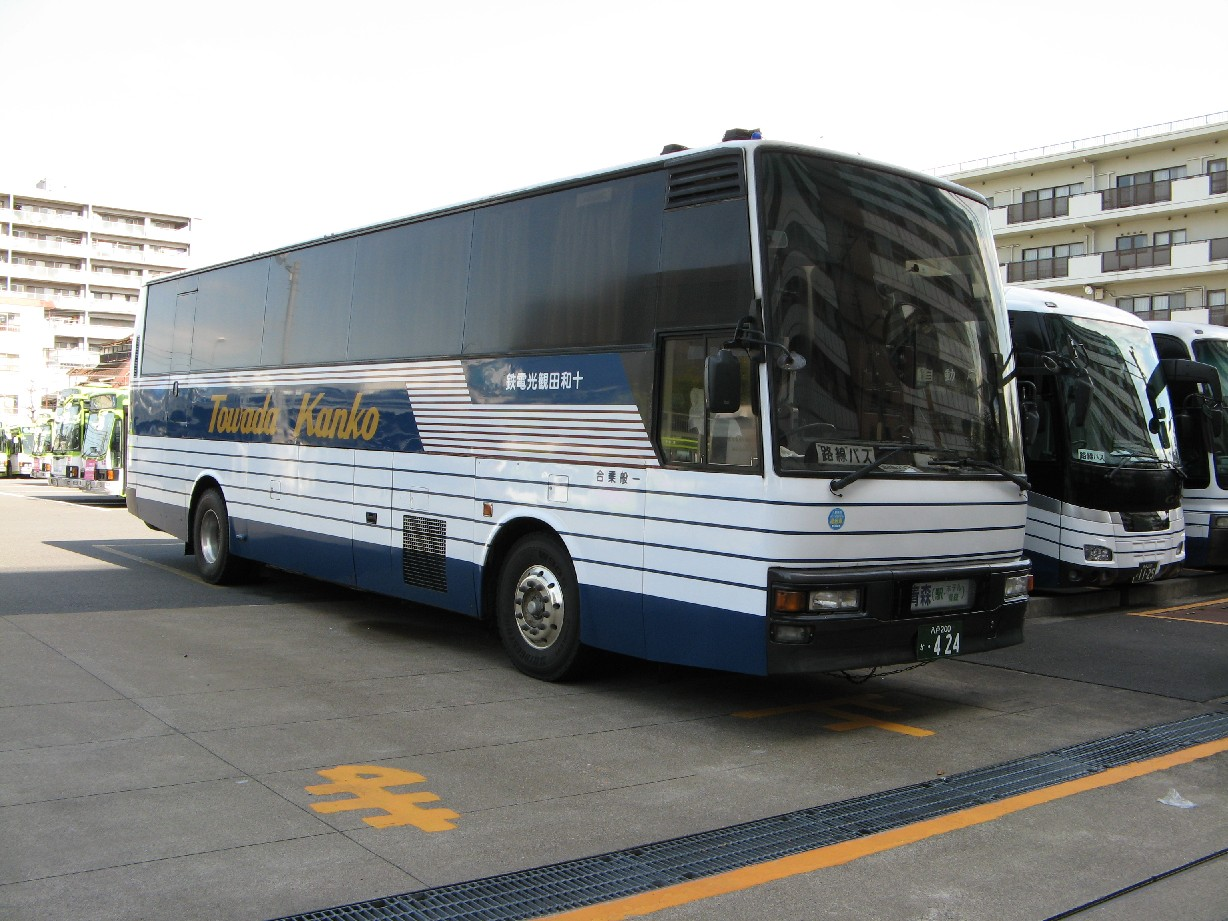
ブルースター号用三本木営業所所属車

- ブルースター号（ブルースター号と直通し、青森県上北郡六ヶ所村から青森市との間を結んでいた六ヶ所 - 青森線もここで扱う。）

運行経路
- （六ヶ所ショッピングセンター『リーヴ』前 - 六ヶ所役場前 - 日本原燃入口<下北交通バス：大石平停留所と同位置> - 野辺地案内所 - 新あおもり農協 平内支店前 - 道の駅ゆ - さ浅虫前 - ）ホテル青森 - 青森駅通り ⇔ 大宮駅東口 - 池袋駅西口（← 国際興業総合案内所(池袋駅西口案内所)） - 渋谷駅（渋谷マークシティ）

路線沿革
東北新幹線八戸駅延伸に伴う東北本線寝台特急はくつる号廃止を受けて新規参入に踏み切った。
- 2002年12月27日 - 十和田観光電鉄・国際興業の2社共同により、池袋駅西口 - ホテル青森間で運行開始。
- 2004年4月13日 - 東京側の基終点を渋谷マークシティに変更。
- 2006年7月21日 - 青森港フェリーターミナル停留所を新設、東日本フェリーとの連絡運輸を開始すると共に渋谷・函館きっぷ発売開始。
- 2006年12月22日 - 十鉄担当便による連絡バス発着を六ヶ所ショッピングセンターに変更。
- 2007年9月1日 - 青函航路への「ナッチャンRera」就航に伴い、函館着が翌日13:00から11:45に、渋谷着は翌日8:35から7:00へと、それぞれ変更される。
- 2008年1月31日 - 国際興業がこの日の出発便をもって運行から撤退（それ以降は予約・発券業務のみを継続）。
- 2008年2月1日 - 十和田観光電鉄の単独運行化と同時に青森 - 六ヶ所間の連絡バスを定期運行化。青森港フェリーターミナルへの停車を廃止すると共に「渋谷・函館きっぷ」の取り扱いも廃止。
- 2008年3月1日 - （現）十和田観光電鉄及び十和田富士屋ホテルの2社の全事業を「とうてつ」への営業譲渡と同時に（新）十和田観光電鉄に商号変更されることに伴い、同日出発便より新会社に移管。
- 2008年4月20日 - 利用率不調のため、同日の運行をもって廃止。

利用状況
| 年度               | 運行日数 | 運行便数 | 年間輸送人員 | 1日平均人員 | 1便平均人員 |
| 2002（平成14）年度 | 102      | 210      | 2,067        | 20.3        | 9.8         |
| 2003（平成15）年度 | 366      | 813      | 10,119       | 27.7        | 12.4        |
| 2004（平成16）年度 | 365      | 836      | 12,982       | 35.6        | 15.5        |
| 2005（平成17）年度 | 365      | 790      | 10,380       | 28.4        | 13.1        |
| 2006（平成18）年度 | 365      | 822      | 10,747       | 29.4        | 13.1        |
| 2007（平成19）年度 | 365      | 828      | 10,242       | 28.1        | 12.4        |

### 七戸町民バス
- 七戸町民バス（旧天間林地区・天間林村村民バス）の運行を受託していたが、（新）七戸町コミュニティバス運行開始に伴い受託を終了した。
  - 坪・白石コース（火・木のみ）
  - 李沢・天間舘コース（水・金のみ）
  - 二ツ森・榎林・四ヶ村コース（火・木のみ）
  - 哘・中野コース（水・金のみ）

## 営業所設備
- 庁舎
- 車庫
- 洗車設備
- シリウス号利用者向け駐車場